# Лари Д. Ман
Лари Д. Ман (на английски: Larry D. Mann) е канадски актьор. Най-известен е като „Шефа“ в поредица телевизионни реклами на Bell Canada през 80-те години на 20 век и с озвучаването на Юкон Корнелиъс в Рудолф – еленът с червения нос.

## Живот и кариера
Лари Д. Ман е роден в Торонто, Онтарио, на 18 декември 1922 година. Преди да започне актьорската си кариера, през 1949 г. той е диджей в радио 1050 CHUM в Торонто.
Ман озвучава героя Юкон Корнелиъс в продукцията на Rankin-Bass Рудолф – еленът с червения нос. Озвучава и други герои от предавания на Rankin-Bass.
Неговият брат е актьорът Пол Ман, който се появява във филмите „Америка Америка“ и „Цигулар на покрива“.
Лари Ман умира на 6 януари 2014 г. в Лос Анджелис на 91 години.

## Филмография
| - 1958: Flaming Frontier – Брадфорд - 1963: The Quick and the Dead – Паркър - 1963: Spencer's Mountain – братът на Спенсър (неспоменат) - 1964: Robin and the 7 Hoods – работник (неспоменат) - 1964: Kisses for My President – гид (неспоменат) - 1965: Willy McBean and his Magic Machine – професор Фон Ротен (глас) - 1965: Harlow – редактор (неспоменат) - 1966: The Singing Nun – г-н Дъврис - 1966: The Russians Are Coming, the Russians Are Coming – мъжът с котката (неспоменат) - 1966: The Daydreamer - 1966: The Appaloosa – свещеник - 1966: Dead Heat on a Merry-Go-Round – Офицер Хауърд - 1966: The Swinger – Джон Малъри - 1967: A Covenant with Death – Чилингуърт - 1967: Caprice – инспектор Капински - 1967: Rough Night in Jericho – Пърли (неспоменат) - 1967: The Perils of Pauline – бащата на принц Бенджи (неспоменат) - 1967: In the Heat of the Night – Уоткинс - 1968: The Wicked Dreams of Paula Schultz – Гросмайер - 1968: Bullitt (глас, неспоменат) - 1969: Angel in My Pocket – владика Мореншилд - 1970: The Liberation of L.B. Jones – продавач - 1970: There Was a Crooked Man – Хари - 1970: The Wild Country – маршалът (неспоменат) - 1971: Scandalous John – барман - 1972: Get to Know Your Rabbit – г-н Сийгър - 1973: Kloot's Kounty – Крейзиуълф (глас) - 1973: Pay Your Buffalo Bill – Крейзиуълф / Биг Ред (глас) - 1973: Ten Miles to Gallop – Крейзиуълф (глас) - 1973: Charley and the Angel – Феликс - 1973: Oklahoma Crude – Дик Уотсън - 1973: The Sting – кондуктор - 1973: TTreas ure Island – доктор Лайвси (глас) - 1973: Cotter - 1974: Gold Struck (глас) - 1974: The Badge and the Beautiful – градски / барман / свещеник / Лори Би (глас) - 1974: By Hoot or By Brook – Лисицата / автоинстуктор / пазач (глас) - 1974: Big Beef at the O.K. Corral – Били дъ Кидър (глас) - 1974: Saddle Soap Opera – съдия Сеяби / хотелски чиновник (глас) - 1974: Mesa Trouble – градски (глас) - 1974: Black Eye – Реверънд Авери - 1974: Oliver Twist (глас) - 1976: Death Riders - 1976: Pony Express Rider – Блакмор - 1980: The Octagon – Тибор - 1980: A Snow White Christmas – Огледалото (глас) - 1969 – 1972: Tijuana Toads, – Крейзилегс Крейн (глас) - 1972 – 1974: The Blue Racer, – синият състезател (глас) | - 1954: Ad and Lib - 1954 – 1959: Howdy Doody - 1957 – 1958: Hawkeye and the Last of the Mohicans - 1956 – 1957: The Barris Beat - 1958 – 1959: The Adventures of Chich - 1958 – 1959: Here's Duffy - 1961: Tales of the Wizard of Oz, глас на Rusty the Tin Man and The Wicked Witch of the West - 1961: The New Adventures of Pinocchio – Foxy Q. Fibble (глас) - 1965 – 1969: Bewitched, няколко участия като гост - 1965: The Big Valley участие като гост – Джек Кайлс в „The Murdered Party“ - 1966: Get Smart, участие като гост – Виктор Слейд - 1966: Shane, участие като гост – Харв Хейнс - 1966: Hogan's Heroes, участие като гост – Доктор Ванети - 1966: The Iron Horse, участие като гост – Келъм в „A Dozen Ways to Kill a Man“ - 1966 – 1967: The Man From U.N.C.L.E. в няколко роли като гост - 1967: Hogan's Heroes, участие като гост – SS General Brenner - 1967 – 1968: Accidental Family – Марти Уорън в 11 епизода - 1967: The Green Hornet – Доктор Ерик Мабус в „Invasion from Outer Space: Parts 1 & 2“ - 1967: Dragnet 1967 – Пийт Бенсън - 1967: I Spy: участие като гост – Арбъкъл в „Night Train to Madrid“ - 1967 – 1973: Gunsmoke, няколко роли като гост - 1968: The Guns of Will Sonnett участие като гост – Mort Lucasin „Guilt“ - 1968: Mannix участие като гост – Орландо Куин в „To Kill a Writer“ - 1968: It Takes a Thief участие като гост – Дедие в „The Lay of the Land“ - 1969: It Takes a Thief участие като гост –Ахил Моралес в „The Baranof f Timetable“ - 1969: Hogan's Heroes, участие като гост – Игор Илич Загоскин - 1970 – 1971: Green Acres в няколко роли като гост - 1970: Sabrina and the Groovy Ghoulies - 1971: Bonanza участие като гост – Алекс Стайнър в „An Earthquake Called Callahan“ - 1972: Mod Squad участие като гост – Хари Бърнс в „Can You Hear Me Out There?“ - 1971 – 1974: Dr. Simon Locke хирург - 1976: The Pink Panther Laugh and a Half Hour and a Half Show (глас) - 1976 – 1985: Walt Disney's Wonderful World of Color в няколко роли като гост - 1978: Quincy, M.E. – Доктор Джоунс в „Ashes to as hes“ - 1978: How the West Was Won участие като гост – Мистър Пенингтън - 1978: Fangface (глас) - 1979: The Plastic Man Comedy/Adventure Show (глас) - 1981: Dukes of Hazzard – Дж. Хикмън - 1981 – 1987: Hill Street Blues – Съдия Лий Оберман - 1983: The All-New Scooby and Scrappy-Doo Show (глас) - 1985: MacGyver участие като гост – Капитан Кузо in „Humanity“ - 1989: The Pink Panther and Friends (глас) - 1990: MacGyver участие като гост – Даниел Симс в „The Heist“ - 1964: Rudolph the Red Nosed Reindeer, глас на Юкон Корнелиъс - 1964: Return to Oz, глас на Rusty Tinman and The Wicked Witch of the West - 1971: Dead Men Tell No Tales - 1971: Do Not Fold, Spindle, or Mutilate - 1977: Columbo: Murder Under Glass - 1979: The New Misadventures of Ichabod Crane, глас на Рип ван Уинкъл - 1980: A Snow White Christmas (глас) - 1981: Dennis the Menace in Mayday for Mother (ТВ), глас на Мистър Уилсън - 1991: Love, Lies and Murder (ТВ) |